# UFC Primetime
UFC Primetime es una serie de televisión que actualmente se transmite en FX en los Estados Unidos. Este programa muestra el régimen de entrenamiento de dos peleadores de UFC antes de su enfrentamiento en la pelea principal del evento que les toque encabezar. 

## Premisa
Cada temporada consiste de tres episodios de 30 minutos (incluyendo comerciales) que enseñan peleadores de artes marciales mixtas en sus campos de entrenamiento mientras hacen las últimas preparaciones para llegar a la pelea listos tanto física como mentalmente. 
UFC Primetime ha sido comparado con 24/7, serie que presenta las preparaciones de dos boxeadores antes de un gran evento.

## Temporadas
| N.º | Título                                    | Evento       | Pelea                                  | Fecha de transmisión                         |
| --- | ----------------------------------------- | ------------ | -------------------------------------- | -------------------------------------------- |
| 1   | UFC Primetime: St-Pierre vs. Penn         | UFC 94       | Georges St-Pierre vs. B.J. Penn 2      | 14-28 de enero de 2009                       |
| 2   | UFC Primetime: St-Pierre vs. Hardy        | UFC 111      | Georges St-Pierre vs. Dan Hardy        | 10–24 de marzo de 2010                       |
| 3   | UFC Primetime: Jackson vs. Evans          | UFC 114      | Quinton Jackson vs. Rashad Evans       | 12–26 de mayo de 2010                        |
| 4   | UFC Primetime: Lesnar vs. Velasquez       | UFC 121      | Brock Lesnar vs. Caín Velásquez        | 6–20 de octubre de 2010                      |
| 5   | UFC Primetime: St-Pierre vs. Shields      | UFC 129      | Georges St-Pierre vs. Jake Shields     | 13–28 de abril de 2011                       |
| 6   | UFC Primetime: Velasquez vs. dos Santos   | UFC on Fox 1 | Caín Velásquez vs. Junior dos Santos   | 30 de octubre de 2011 (especial de una hora) |
| 7   | UFC Primetime: Diaz vs. Condit            | UFC 143      | Nick Diaz vs. Carlos Condit            | 20 de enero-3 de febrero de 2012             |
| 8   | UFC Primetime: Jones vs. Evans            | UFC 145      | Jon Jones vs. Rashad Evans             | 6–20 de abril de 2012                        |
| 9   | UFC Primetime: dos Santos vs. Mir         | UFC 146      | Junior dos Santos vs. Frank Mir        | 11–25 de mayo de 2012                        |
| 10  | UFC Primetime: Silva vs. Sonnen           | UFC 148      | Anderson Silva vs. Chael Sonnen 2      | 30 de junio de 2012                          |
| 11  | UFC Primetime: St-Pierre vs. Condit       | UFC 154      | Georges St-Pierre vs. Carlos Condit    | 6–16 de noviembre de 2012                    |
| 12  | UFC Primetime: Rousey vs. Carmouche       | UFC 157      | Ronda Rousey vs. Liz Carmouche         | 7–20 de febrero de 2013                      |
| 13  | UFC Primetime: Velasquez vs. dos Santos 3 | UFC 166      | Caín Velásquez vs. Junior dos Santos 3 | 2–16 de octubre de 2013                      |

## Audiencia
El episodio debut de UFC Primetime logró atraer más de 610,000 televidentes en Spike TV. En adición a ESPN2, las repeticiones se han emitido en ION Television, Fuel TV y Versus.